# مادة مخصبة

يتدفق التحويل بين ^{238}Pu و^{245}Cm في مفاعلات الماء الخفيف. سرعة التحويل تختلف اختلافا كبيرا من قبل النويدات، والنسب المئوية بالنسبة لمجموع التحويل والاضمحلال. بعد إزالة الوقود من المفاعل، سوف يسود الاضمحلال للنظائر الأقصر عمرا مثل ^{238}Pu و ^{241}Pu و ^{242}Cm و ^{244}Cm، ولكن ^{245}Cm و ^{248}Cm كلها طويلة الأمد..

مادة خصبة مصطلح يستخدم لوصف النويدات التي عادة لا تخضع لأنفسهم بفعل الانشطار (القابلة للانشطار التي الحراري النيوترونات)، ولكن من الذي الانشطارية يتم إنشاؤها بواسطة مواد امتصاص النيوترونات والتحويلات نواة لاحق. المواد الخصبة التي تحدث بصورة طبيعية والتي يمكن تحويلها إلى مواد انشطارية من قبل إشعاع في مفاعل تشمل ما يلي:
- الثوريوم-232 والذي يحول إلى 233-اليورانيوم.
- اليورانيوم-234 والذي يحول إلى يورانيوم 235.
- اليورانيوم 238 والذي يحول إلى البلوتونيوم 239.

النظائر الاصطناعية التي تشكلت في المفاعل الذي يمكن تحويلها إلى مواد انشطارية من قبل أسر النيوترون 1 ما يلي:
- البلوتونيوم 238 والذي يحول إلى البلوتونيوم 239
- البلوتونيوم-240 والذي يحول إلى 241 البلوتونيوم.

بعض الدول الأخرى الأكتينيدات تحتاج أكثر من واحد أسر النيوترون قبل التوصل إلى النظير الذي هو على حد سواء الانشطارية وطويلة الأمد بما يكفي لتكون على الأرجح قادرة على التقاط آخر النيوترونات والانشطار بدلا من المتحللة.
- البلوتونيوم-242 إلى الأميريسيوم -243 إلى الكوريوم -244 إلى الكوريوم -245
- اليورانيوم-236 إلى النبتونيوم -237 إلى بلوتونيوم-238 إلى البلوتونيوم-239
- الأميريسيوم -241 إلى الكوريوم -242 إلى الكوريوم -243 (أو، على الأرجح، الكوريوم-242 يضمحل إلى 238 البلوتونيوم،

وهو ما يتطلب أيضا واحدة النيوترون إضافية للتوصل إلى نويدة انشطارية).
وبما أن هذه تتطلب ما مجموعه 3 أو 4 النيوترونات الحرارية إلى الانشطار في نهاية المطاف، والانشطار النيوترونات يولد حوالي سوى 2 إلى 3 النيوترونات، وهذه النويدات تمثل خسارة صافية من النيوترونات. في مفاعل سريع، فإنها قد تتطلب عددا أقل من النيوترونات لتحقيق الانشطار، فضلا عن إنتاج المزيد من النيوترونات عندما تفعل ذلك الانشطار.
و مفاعل النيوترون السريعة، وهذا يعني واحد مع ضئيلة أو معدومة المشرف النيوترون، والاستفادة بالتالي النيوترونات السريعة، يمكن تكوين بمثابة مفاعل التوليد، لإنتاج المواد الانشطارية أكثر مما يستهلك، وذلك باستخدام مادة خصبة في بطانية في جميع أنحاء الأساسية، أو الواردة في خاص وقود قضبان. منذ 238 البلوتونيوم، البلوتونيوم 240 والبلوتونيوم 242، والخصبة، وتراكم هذه النظائر nonfissile الأخرى هي أقل من مشكلة مما كانت عليه في المفاعلات الحرارية، التي لا يمكن حرقها بشكل فعال. مفاعلات التوليد الحراري باستخدام الطيف النيوترونات هي عملية إلا إذا كانت دورة الوقود الثوريوم ويستخدم، كما اليورانيوم-233 انشطارات أكثر موثوق بها مع النيوترونات الحرارية من البلوتونيوم 239.